# Alfio Di Grazia
Alfio Di Grazia (Acireale, 18 gennaio 1897 – Catania, 7 maggio 1971) è stato un politico italiano.

## Biografia
Laureato in medicina e chirurgia all'Università di Napoli nel 1920 e divenuto libero docente di patologia generale all'Università di Roma nel 1937, dagli inizi degli anni trenta esercitò la professione medica nella sua clinica ed insegnò all'Università degli Studi di Catania. Fu sovrintendente dell'Ospedale Garibaldi (1950-1954) e presidente del consiglio di amministrazione dell'Ospedale Vittorio Emanuele (1963-1968), i due maggiori ospedali catanesi.
Aspirante medico nella prima guerra mondiale ed ufficiale medico nella seconda, iniziò la sua attività politica nel 1946 tra le file del Movimento per l'Indipendenza della Sicilia, per cui venne eletto per la prima volta consigliere comunale a Catania.Nel 1948 passò alla Democrazia Cristiana e fu rieletto consigliere nel 1952 con 6.000 voti, ruolo che svolse anche negli anni successivi; fu inoltre assessore ai lavori pubblici del Comune di Catania (1956-1957). Divenuto uno dei maggiori esponenti della DC nel Catanese, nel 1958 fu eletto per la prima volta senatore alla III legislatura della Repubblica Italiana, per poi venir rieletto anche alla IV e alla V legislatura.
Ricoprì incarichi anche in ambito sindacale come segretario provinciale della CISL Federmedici.